# Hegel-Archiv
Das Forschungszentrum für Klassische Deutsche Philosophie oder Hegel-Archiv wurde 1958 von Otto Pöggeler in Nordrhein-Westfalen gegründet, um die historisch-kritische Beschäftigung mit den gesammelten Werken des Philosophen Georg Wilhelm Friedrich Hegel zu fördern.
Die Nordrhein-Westfälische Akademie der Wissenschaften und der Felix Meiner Verlag, Hamburg, sind Herausgeber der gesammelten Werke Hegels. Seit 1968 dient das Hegel-Archiv als Einrichtung der Fakultät für Philosophie, Pädagogik und Publizistik der Ruhr-Universität Bochum.

## Forschung
Neben der Publikationstätigkeit fördert das Hegel-Archiv auch die Hegel-Forschung. So koordiniert es zum Beispiel die folgenden Bemühungen:
1. das Jahrbuch der Hegel-Studien, das seit 1961 ein Forum für Forschungsarbeiten und eine neue Bibliographie bietet;
2. ihre eigenen Schriften und Konferenzen;
3. ein spezielles Bibliotheksgebäude, das die Arbeiten von Hegels Schülern umfasst;
4. ein spezielles Bibliotheksgebäude, das die Arbeiten von Hegels Schülern umfasst;
5. Hegels eigene Monographien

Diese Bibliothek steht auch Hegel-Forschern und internationalen Gästen offen.

## Direktor
Der Direktor des Hegel-Archivs war bis 2022  Walter Jaeschke, der auch der Herausgeber der Veröffentlichung der Gesammelten Werke Hegels war. Er ist auch der Autor von Reason in Religion: the Foundation of Religion in Hegel's Philosophy (1986).
Jaeschke unterstützte auch  Peter C. Hodgson und ein Team von Wissenschaftlern an der University of California, Berkeley, die 1990 eine neue Übersetzung von Hegels Vorlesungen über die Philosophie der Religion (1818–1831) veröffentlichten. Diese Veröffentlichung veränderte die Richtung der Hegel-Studien des 20. Jahrhunderts radikal, wie einige Forscher der Hegel Society of America meinen.
Im Rezensionsteil der Hegel-Studien wurden Arbeiten von Otto Pöggeler, Ernst Bloch, Hans-Georg Gadamer, Martin Heidegger, Karl Löwith, Heinz Heimsoeth, Dieter Henrich, Annemarie Gethmann-Siefert, Walter Jaeschke, Robert Brandom, John Sallis und Robert Pippin veröffentlicht.